# Alice Cast
Alice Cast, född 9 mars 1900 i Storbritannien, död (uppgift saknas), var en brittisk friidrottare med löpgrenar som huvudgren. Cast var en pionjär inom damidrott, hon var världsrekordhållare och blev silvermedaljör vid den första ordinarie damolympiaden 1922.

## Biografi
Alice Cast föddes 1900 i Storbritannien. I friidrott tävlade hon i kortdistanslöpning och stafettlöpning.
Den 30 oktober 1921 satte hon (inofficiellt) världsrekord i stafettlöpning 4 x 220 yards (med Agnes Garton, Hilda Hatt och Mary Lines) under en landskamp i Paris.
1921 deltog Cast vid de första Monte Carlospelen i Monaco, där hon tog guldmedalj i stafettlöpning 4 x 75 meter (med Hilda Hatt, Cast, Daisy Wright och Mary Lines) samt guldmedalj i stafettlöpning 4 x 200 meter (med Lines, Bradley, Hatt och Cast). Hon tävlade även individuellt där hon slutade på en 9:e plats i löpning 800 meter.
1922 deltog hon vid Damspelen 1922, där hon slutade på en 10:e plats på samma distans.
Cast deltog sedan även i den första ordinarie damolympiaden 20 augusti 1922 i Paris. Under idrottsspelen vann hon silvermedalj i löpning 300 meter. Under tävlingen satte hon det första officiella världsrekordet i löpning 200 meter (distansen var dock ingen tävlingsgren under idrottsspelen).